# Totem (2022)
Totem is een Nederlandse familiefilm uit 2022 geregisseerd en mede-geschreven door Sander Burger. De film ging op 12 oktober 2022 in première tijdens het Cinekid Festival.

## Verhaal
De film volgt het elfjarige meisje Ama die afkomstig is uit Senegal, maar al haar hele leven in Rotterdam woont. Ama wil graag professioneel zwemmer worden en volgt daarom veel zwemlessen samen met haar beste vriend Thijs. Echter, als de politie haar moeder en broertje Abombola oppakken wegens illegaal verblijf in Nederland weet Ama te vluchten. Ze besluit op zoek te gaan naar haar vader die nachtdienst heeft ergens in Rotterdam. 
Tijdens haar zoektocht krijgt Ama hulp van een gigantisch stekelvarken, dat haar spiritueel totemdier is die haar beschermt en de weg wijst.

## Rolverdeling
| acteur               | personage    |
| -------------------- | ------------ |
| Amani-Jean Philippe  | Ama          |
| Ole van Hoogdalem    | Thijs        |
| Emmanuel Ohene Boafo | Babacar      |
| Lies Visschedijk     | Paula        |
| Iliass Ojja          | Ugur         |
| Liam Romney          | Abimbola     |
| Kenneth Herdigein    | Kouyaté      |
| Juliette van Ardenne | zwemcoach    |
| Mara van Vlijmen     | lerares      |
| Bas Keijzer          | Hein         |
| Céline Camara        | Jaineba      |
| Sam Ghilane          | Arazon       |
| Marcel Romeijn       | politieagent |
| Wes Mutsaars         | politieagent |
| Aqil Dahhan          | winkelier    |

## Achtergrond
De film werd geproduceerd door het Nederlandse productiebedrijf Volya Films in samenwerking met BNNVARA en NDR onder regie van Sander Burger. Burger was daarnaast samen met Bastiaan Tichler verantwoordelijk voor het schrijven van het scenario. De film kreeg steun van het Luxemburgse productiebedrijf Tarantula en het Duitse productiebedrijf Leitwolf Filmproduktion.
Een groot deel van de opnames vonden plaats in Rotterdam. Voor de film werd gebruik gemaakt van een groot stekelvarken-animatronic. Hoofdrollen in de film waren onder anderen weggelegd voor Amani-Jean Philippe, Ole van Hoogdalem, Emmanuel Ohene Boafo, Lies Visschedijk en Iliass Ojja.

## Release en ontvangst
Totem ging op 12 oktober 2022 in première als openingsfilm tijdens de 36e editie van het Cinekid Festival in Amsterdam, een dag later was de film pas voor het publiek in de bioscopen te zien.
De film werd op 29 maart 2023 in de Verenigde Staten bekroond tijdens het New York International Children's Film Festival met de onderscheiding Grand Jury Award.